# 坪洲戲院
坪洲戲院（Peng Chau Theatre）位於香港坪洲圍仔街15號（遠東發展坪洲大廈）。戲院於1978年2月7日開幕，曾為除長洲戲院外，第二個設在無法通讓車輛通行的離島戲院，但由於人流長期不足，終至1987年結業，現已荒廢。